# Xylophrurus melanius
Xylophrurus melanius är en stekelart som beskrevs av Tohru Uchida 1955. Xylophrurus melanius ingår i släktet Xylophrurus och familjen brokparasitsteklar. Inga underarter finns listade i Catalogue of Life.